# Lancaster, Pennsylvania
Lancaster là một thành phố thuộc quận trong tiểu bang Pennsylvania, Hoa Kỳ. Thành phố có diện tích  km², dân số theo điều tra năm 2000 của Cục điều tra dân số Hoa Kỳ là 59.322 người.
Thành phố là quận lỵ quận Lancaster và một trong những thành phố nội địa lâu đời tại Hoa Kỳ, (cùng với Springfield, Massachusetts và một số khu định cư khác.) [1]. Với dân số 59.322, đứng thứ tám trong dân số trong các thành phố Pennsylvania. Vùng đô thị Lancaster có dân số 507.766 người, là vùng đô thị lớn thứ 101 trong số các khu vực đô thị Mỹ.
Năm 2010, dân số của xã này là 59322 người.
Lancaster là quê hương của James Buchanan, Tổng thống thứ 15 của quốc gia, và đại biểu quốc hội và phong trào bãi nô Thaddeus Stevens.
Các ngành kinh tế chính của thành phố bao gồm y tế, du lịch, sản xuất và dịch vụ chuyên nghiệp, và nó là trung tâm mua sắm Trung tâm thành phố Park. Một hệ thống giám sát bằng video gây tranh cãi trên toàn thành phố bao gồm các máy ảnh ngoài trời cho mỗi người nhiều hơn của bất kỳ thành phố Mỹ nào khác.